# Erik Lira
Erik Lira, né le 8 mai 2000 à Cuauhtémoc au Mexique, est un footballeur international mexicain qui évolue au poste de milieu défensif au Cruz Azul FC.

## Biographie

### Club Necaxa
Né à Cuauhtémoc au Mexique, Erik Lira est formé par le Pumas UNAM. Mais c'est avec le Club Necaxa, qu'il rejoint en 2018, qu'il fait ses débuts en professionnel, jouant son premier match le 2 août 2018, lors d'une rencontre de coupe du Mexique face au Tampico Madero FC. Il est titularisé et son équipe s'impose par un but à zéro.

### Pumas UNAM
En juillet 2020 est annoncé le transfert d'Erik Lira au Pumas UNAM. Il est donc de retour dans le club qui l'a formé. Il joue son premier match avec l'équipe première d'UNAM le 4 août 2020, à l'occasion d'une rencontre de championnat, sa première dans l'élite, face au Atlas FC.

### CD Cruz Azul
Le 4 janvier 2022, lors du mercato hivernal, Erik Lira s'engage en faveur du Cruz Azul FC.

### En sélection
Erik Lira honore sa première sélection avec l'équipe nationale du Mexique face à Équateur le 28 octobre 2021. Pour cette rencontre, il est titularisé et le Mexique s'incline par trois buts à deux.